# Jerry Reed
Jerry Reed Hubbard, conosciuto col nome d'arte Jerry Reed (Atlanta, 20 marzo 1937 – Nashville, 1º settembre 2008), è stato un cantautore e attore statunitense di genere country. Fu attivo anche come turnista.
Come cantautore, è forse meglio conosciuto con le canzoni (Who Was the Man Who Put) The Line in Gasoline; Lord, Mr. Ford (What Have You Done); Amos Moses, utilizzata come una delle colonne sonore del gioco GTA San Andreas, ascoltabile sulla stazione "K-Rose"; When You're Hot, You're Hot per la quale ricevette un Grammy Award per "migliore cantante country" nel 1972; e East Bound and Down, la colonna sonora del film Il bandito e la "Madama".
È noto alla comunità chitarristica internazionale come uno dei finger-pickers più abili e influenti; secondo, forse, solo a Chet Atkins, ha composto brani per chitarra solista di grande difficoltà tecnica e molto innovativi per l'epoca ("the Claw", "Struttin" e "Jerry's Breakdown").
Recitò inoltre una dozzina di film.

## Filmografia parziale

### Cinema
- Il bandito e la "Madama" (Smokey and the Bandit), regia di Hal Needham (1977)
- Truck Drivers (High Ballin'), regia di Peter Carter (1977)
- Come ti ammazzo un killer (The Survivors), regia di Michael Ritchie (1983)
- Waterboy (The Waterboy), regia di Frank Coraci (1998)

### Televisione
- Alice – serie TV, episodio 2x20 (1978)
- Concrete Cowboys – serie TV, 8 episodi (1981)

## Doppiatore
- Nel novembre del '72, Jerry Reed ha doppiato se stesso nell'episodio Il Fantasma Del Country Music Hall della serie animata The New Scooby Doo Movies.